# Черепнин, Александр Николаевич
Александр Николаевич Черепнин (21 января 1899, Санкт-Петербург — 30 сентября 1977, VI округ Парижа) — русский и американский композитор, пианист, теоретик музыки.

## Биография
Сын композитора Николая Черепнина и певицы (меццо-сопрано) Марии Альбертовны Бенуа (1876 — ?), племянницы Александра Бенуа. Учился в Петроградской консерватории. После Октябрьского переворота 1917 года переехал с семьей в Тифлис, где продолжил обучение в Тифлисской консерватории. После переезда в 1921 с семьей во Францию окончил Парижскую консерваторию.
Среди его учителей в России — композитор Виктор Михайлович Беляев (ученик А. К. Лядова и А. К. Глазунова), который подготовил Черепнина к поступлению в Санкт-Петербургскую консерваторию, Леокадия Кашперова (известная пианистка, ученица Антона Рубинштейна) и его профессор в Консерватории Николай Александрович Соколов (ученик Н. А. Римского-Корсакова). Наставником Черепнина в этот период был выдающийся музыковед Александр Оссовский, который был дружен с его отцом — Н. Н. Черепниным. Определенное влияние на ранние сочинения Черепнина оказал Александр Спендиаров.
Был близок к композиторам «Парижской школы» (Онеггер, Мартину и др.). Как пианист концертировал по всему миру. В 1926 году состоялись его первые гастроли в США.
В начале 1930-х годов выехал в Китай, где был директором Шанхайской консерватории (1934-1937). В Шанхае познакомился с китайской пианисткой Ли Сян Мин, которая стала его женой. Работал также в Японии (среди его учеников — японские композиторы Акира Ифукубе, Ёрицуне Мацудайра), руководил Токийским музыкальным издательством. Оказал влияние на позднейшую китайскую и японскую музыку. Годы Второй мировой войны провел в Париже.
В 1948 (по другим данным в 1949) переехал в США, в 1958 получил американское гражданство. В 1949—1964 преподавал композицию в Университете Де Поля в Чикаго. В 1967 концертировал в СССР (Москва, Ленинград, Тбилиси). Среди его учеников — Глория Коутс, Джон Дауни и др.

## Семья
- Первая жена (с 1926, чуть более десяти лет) — Луизин Уикс (Louisine A. Peters Weekes, 1886 — ?), американская общественная деятельница[5][6]; имела дочь Hathaway «Happy» Weekes Scully (1915—1984)
- Вторая жена — китайская пианистка Ли Сян Мин (Ли Хсен Минг) (1915—1991)
  - сын Пётр Черепнин, инвестиционный менеджер. Его жена — Джессика Черепнина (урожд. Харрис; 1938—2018), художница-акварелистка, мастер ботанической иллюстрации[7].
  - сын Сергей Черепнин (род. 1941) — композитор и разработчик синтезаторов
  - сын Иван Черепнин (1943—1998) — композитор, автор электронной музыки

## Творчество
На творчество Черепнина, активно использовавшего русский, грузинский, китайский музыкальный фольклор, оказали большое влияние Стравинский и Прокофьев. Ему принадлежат четыре оперы (среди них — «Оль-Оль», 1924—1925, по Л. Андрееву; «Венчание Зобеиды», 1929—1930, по Гофмансталю), пять балетов («Фрески Аджанты», 1923, постановка в Ковент Гардене с участием Анны Павловой, которой принадлежала идея сочинения; «Трепак», 1937; «Шота Руставели», 1945; «Женщина и её тень», 1948, по Клоделю; «Бездна», 1949, по Л. Андрееву, и др.), «Грузинская рапсодия» для виолончели и оркестра (1922), четыре симфонии (1927—1957), шесть фортепианных концертов (1919—1965), множество хоровых и камерных сочинений.

## Теория
В основе оригинальной гармонии Черепнина лежит неомодальная ладовая концепция, которую композитор начал обдумывать ещё в 1910-е годы. Первым практическим воплощением этой концепции её автор считает «Романтическую сонатину», op. 4 (1918). Теоретически концепция была сформулирована в зрелые годы, в статье «Основные элементы моего музыкального языка» (Basic Elements of My Musical Language, рукопись, 1962).
В качестве модальной основы Черепнин выдвигает звукоряд из девяти неповторяющихся высот (с октавным удвоением — десятиступенный), то есть эннеахорд, который представляет как наложение друг на друга трёх четырёхступенных большетерцовых звукорядов, названных автором «тетрахордами» (ПТП, ТПП, ППТ; полутоны мыслятся в равномерно темперированном строе). Результирующие структурные разновидности 9-ступенных звукорядов Черепнин называет «первым ладом» (целый тон «тетрахорда» в середине; его Н. Слонимский назвал «гаммой Черепнина», а Ю. Н. Холопов «Черепнин-мажором»), «вторым ладом» (целый тон внизу) и «третьим ладом» (целый тон вверху). Нижний тон эннеахордов именуется «тоникой».
9-ступенный звукоряд далее трактуется как комплекс звуков, наподобие додекафонной серии, из которого в произвольном порядке берутся звуки для вертикальных и горизонтальных образований. Техника композиции такого рода называется Черепниным «интрапунктом» (англ. interpoint; лат. punctus inter punctum).

## Наследие
Сочинения Черепнина исполняли Йо-Йо-Ма, Александр Рудин, Александр Ивашкин. Оркестрами, исполнявшими его произведения, дирижировали Рафаэль Кубелик, Шарль Мюнш, Фриц Райнер. Симфонический оркестр Сингапура исполнил и записал все его симфонии.